# Панола (округ, Техас)
Шаблон:StateAbbr_ 32°10′ пн. ш. 94°19′ зх. д. / 32.16° пн. ш. 94.31° зх. д.
Округ Панола (англ. Panola County) — округ (графство) у штаті Техас, США. Ідентифікатор округу 48365.

## Історія
Округ утворений 1846 року.

## Демографія
За даними перепису 2000 року загальне населення округу становило 22756 осіб, зокрема міського населення було 5804, а сільського — 16952. Серед мешканців округу чоловіків було 10920, а жінок — 11836. В окрузі було 8821 домогосподарство, 6397 родин, які мешкали в 10524 будинках. Середній розмір родини становив 3,02.
Віковий розподіл населення поданий у таблиці:
| Стать    | До 15 років | 15-21 | 22-29 | 30-39 | 40-49 | 50-65 | 65-85 | Понад 85 |
| -------- | ----------- | ----- | ----- | ----- | ----- | ----- | ----- | -------- |
| Чоловіки | 2399        | 1297  | 899   | 1345  | 1681  | 1900  | 1276  | 123      |
| Жінки    | 2232        | 1195  | 985   | 1473  | 1815  | 1937  | 1827  | 372      |

## Суміжні округи
- Гаррісон — північ
- Каддо, Луїзіана — північний схід
- Де-Сото, Луїзіана — схід
- Шелбі — південь
- Раск — захід

## Виноски
1. ↑  U.S. Decennial Census. United States Census Bureau. Процитовано 6 травня 2015.
2. ↑  Texas Almanac: Population History of Counties from 1850–2010 (PDF). Texas Almanac. Процитовано 6 травня 2015.
3. ↑  State & County QuickFacts. United States Census Bureau. Архів оригіналу за 18 жовтня 2011. Процитовано 22 грудня 2013.(англ.) Наведено за англійською вікіпедією.
4. ↑  American FactFinder. Бюро перепису населення США. Архів оригіналу за 26 лютого 2012. Процитовано 31 січня 2008.

| США | Це незавершена стаття з географії США. Ви можете допомогти проєкту, виправивши або дописавши її. |